# Jean Vincent de Jésus Marie
Jean Vincent de Jésus Marie (à l'état civil: Juan Vicente Zengotitabengoa Lasuen), né le 19 juillet 1862 à Berriz (Espagne) et mort le  19 février 1943 à San Sebastián (Espagne), est un prêtre carme déchaux espagnol. Entré en religion en 1878, il mène une activité missionnaire en Inde de 1900 à 1917 avant de rentrer en Espagne. Il y poursuit ses activités en faveur de l'évangélisation jusqu'en 1935 où il est atteint d'une attaque qui le paralyse partiellement. Il meurt en 1943. Son procès en béatification est ouvert en 1950. Le pape Jean-Paul II le déclare vénérable en 1996.

## Biographie

### Premières années en Espagne
Jean Vincent Zengotitabengoa Lasuen est né à Berriz (Pays basque espagnol) le 19 juillet 1862 dans une famille de huit enfants. Une de ses sœurs entrera chez les carmélites déchaussées.
Jean Vincent rejoint l'Ordre des Carmes déchaux au couvent de Larrea (Amorebieta-Etxano) et fait sa première profession le 10 décembre 1878. Ses vœux définitifs sont prononcés le 11 décembre 1881 à Markina,. Il est ordonné prêtre le 21 mars 1885 à Vitoria-Gasteiz. A 26 ans il est nommé professeur de théologie et prieur du couvent de Valence. Il participe à la fondation d'un « Saint désert » pour la province carmélitaine dans un ancien couvent cistercien de La Rioja.
En 1889, il est nommé prieur du couvent de Burgos, charge qu'il assure jusqu'en 1894. Dans cette mission, il se distingue comme prédicateur et directeur spirituel. Il exerce une intense activité apostolique. Il fonde en 1899 le journal « El Eco Burgalés ».

### Missionnaire en Inde
En 1900 il est envoyé en Inde comme missionnaire sur la côte de Malabar. Il débarque à Bombay le 7 décembre, et se rend en pèlerinage à Goa pour y vénérer les reliques de saint François Xavier. Durant 4 ans, il étudie l'anglais et le malayalam (langue du Kerala). Il y fonde le « Promptuarium Canonico-Liturgicum Magazine », et mène une intense activités missionnaire, visitant les malades, soutenant les paroisses, érigeant des chapelles, fondant des écoles catéchétiques... . Il fonde en 1905 le couvent de carmes déchaux Sainte-Thérèse  pour que les religieux indiens puissent prendre un temps de retraite spirituelle en se séparant pour quelque temps de toute activité missionnaire. Le père Jean Vincent s'investit également pour des missions d'éducation : il rédige un dictionnaire de grammaire latin-malabar, aide à l'ouverture d'écoles primaires et intervient en médiateur dans des conflits tribaux.
En 1914, il est nommé prieur du couvent Sainte-Thérèse, et fin 1915, il s'y retire pour vivre un temps de retraite spirituelle. En 1917, sa demande pour rentrer en Espagne est acceptée par ses supérieurs et il quitte définitivement l'Inde.

### Retour en Espagne
Il arrive à Saint-Sébastien en juillet 1917. Ses supérieurs le missionnent pour organiser et former ses frères carmes pour des activités missionnaires. Le père Jean Vincent développe alors une activité de formation pour les futurs missionnaires. Il voyage en Inde pour visiter les couvents de frères carmes, et en 1920 se rend à Rome pour rendre compte de sa mission.
En janvier 1921, il crée à Pampelune « La Obra Máxima y Santísima Misionera », un magazine destiné à promouvoir les activités de la mission,. En 1924, la revue compte 19 000 abonnés. En 1931, le centre d'édition du journal La Obra Máxima est déplacé à San Sebastián.
Le 25 mai 1935 il est victime d'une attaque de paralysie partielle. Son état est grave mais il s'améliore doucement, bien qu'il reste paralysé. Un infirmier personnel lui est affecté pour l'aider.
Lentement, la paralysie épuise les forces du père carme et il reste sous la menace de nouvelles attaques. Le père Jean Vincent a une dernière crise dans la nuit du 19 février 1943 qui le laisse complètement paralysé et sans voix. Il meurt à San Sebastián, le 27 février 1943 à onze heures du matin, âgé de 80 ans,.
Il est enterré dans l'église du couvent des carmes déchaux de Saint-Sébastien.

## Souvenir et vénération
- Le procès en béatification du père carme Jean Vincent de Jésus Marie est ouvert en 1950[8]. Il est déclaré vénérable par le pape Jean-Paul II le 12 janvier 1996[3].